# Дэвис, Джин (художник)
Джин Дэвис (англ. Gene Davis; 22 августа 1920, Вашингтон — 6 апреля 1985, Вашингтон) — американский художник, работавший в технике цветового поля, представитель Вашингтонской школы цвета. Наиболее известным картинами с цветными вертикальными полосами.

## Биография
Дэвис родился в Вашингтоне в 1920 году и провел в этом городе почти всю жизнь. До того как в 1949 году начал рисовать, он работал в качестве спортивного обозревателя, освещая успехи команды по американскому футболу «Вашингтон Редскинз» и других местных команд. В конце 1940-х годов он также писал о работе президентских администраций Рузвельта и Трумэна и часто был партнером Трумэна по покеру. Первая студия Дэвиса располагалась в его квартире на Скотт-Серкл; позже он работал в студии на Пенсильвания-авеню.
Первая персональная выставка рисунков Дэвиса состоялась в Галерее Театра Дюпон в 1952 году, а первая выставка картин — в Католическом университете в 1953 году. Десять лет спустя он принял участие в выставке Washington Color Painters в Вашингтонской галерее современного искусства, которая впоследствии побывала в нескольких других музеях и галереях Соединенных Штатов и привела к национальному признанию Вашингтонской школы цвета в качестве регионального движения. Дэвис стал в нём центральной фигурой. Вашингтонские художники были одними из самых выдающихся художников живописи цветового поля середины XX века. Дэвис работал в различных техниках и стилях, включая чернила, масло, акрил, видео и коллаж, но наиболее известен он стал благодаря акриловыми картинами (в основном на холсте) с яркими вертикальными полосами, которые он рисовал с 1958 года. Картины обычно повторяли определенные цвета, чтобы создать ощущение ритма с вариациями.
Одна из самых известных его картин, «Черно-серый ритм» (Black Grey Beat, 1964), принадлежащая Смитсоновскому музею американского искусства, подкрепляет эти музыкальные сравнения своим названием. На картине пары чередующихся чёрных и серых полос повторяются по всему холсту и распознаются, даже если их заменяют другие цвета, и снова возникают после того, как повторение тёмных и светлых пар тут и там прерывается резко контрастирующими цветами.
В 1972 году Дэвис создал «Дорожку Франклина» (Franklin’s Footpath), ставшую на тот момент самым большим произведением искусства. Работа представляет собой разноцветные полосы, нарисованные на улице перед Художественным музеем Филадельфии. В 1979 году он создал на парковке в Льюистоне, штат Нью-Йорк, крупнейшую в мире картину «Ниагара» площадью 4058 м². На противоположной стороне — его «микро-картины» размером всего 0,035 м².
Используя другой материал, Дэвис создал работу «Солнечная стена» (Solar Wall), состоящую из набора трубок, наполненных окрашенной водой и подсвеченных люминесцентными лампами. Она находится в Музее искусств Мускарель в колледже Вильгельма и Марии в Уильямсбурге, штат Виргиния.
Дэвис начал преподавать в 1966 году в Школе искусств Коркоран, где получил штатную должность. Его работы находятся в коллекциях Галереи искусств Коркоран, Музее Соломона Гуггенхайма, в Коллекции Филипса в Вашингтоне, в Центре искусств Уокера в Миннеаполисе, в Empire State Plaza в Олбани, и Смитсоновский музей американского искусства.
Джин Дэвис скончался 6 апреля 1985 года в Вашингтоне от сердечного приступа.